# L'allegro chirurgo
L'allegro chirurgo è la versione italiana del gioco da tavolo Operation, commercializzato da Milton Bradley a partire dal 1965, anno in cui il gioco fu ideato da John Spinello, che ne vendette i diritti per 500 dollari. La produzione del gioco è passata alla Hasbro quando questa ha acquisito la Milton Bradley.

## Svolgimento del gioco
Il gioco è costituito da una plancia metallica con la raffigurazione fumettistica, litografata, di un paziente sdraiato di nome "Cavity Sam" (in italiano “Dario”); sul corpo del paziente ci sono un insieme di fori attraverso cui si possono estrarre ossa e altri oggetti in plastica, che rappresentano una serie di "malattie", ad esempio le "farfalle nello stomaco", rappresentate appunto da una farfalla, o il "crampo dello scrittore" a forma di matita, e così via. L'operazione viene eseguita con un apposito paio di pinzette metalliche; un eventuale contatto fra le pinzette e il bordo dei fori attiva un segnale sonoro e fa illuminare una lampadina posta nel naso del paziente, segnalando il fallimento dell'operazione.

## Storia[2][3]
Nel 1964, John Spinello era uno studente e durante una visita al Luna Park rimase affascinato da un gioco detto "Wire Loop" che consiste nel far muovere un anello metallico attraverso un percorso nel quale è presente un filo elettrificato, l'obiettivo è far arrivare l'anello alla fine del percorso senza farlo toccare con il filo, in caso di sconfitta si sarebbe sentito un suono.
Fu così che Spinello decise di crearne una sua versione creandone un prototipo, una scatola metallica ed un bastoncino per completare il percorso.
Spinello decise di presentare il prototipo a Marvin Glass, importante designer di giocattoli, che entusiasta del prototipo acquistò tutti i diritti sul progetto a soli 500 dollari ed una promessa di lavoro quando Spinello avrebbe completato gli studi all'università.
I diritti del gioco sono poi stati venduti alla società statunitense di giochi da tavolo Milton Bradley che ebbe l'idea di ambientarlo durante un'operazione chirurgica in modo da giustificarne l'uso delle pinzette, fu così che nel 1965, un anno dopo dall'idea di Spinello, MB ne produsse la primissima versione.
La proposta di lavoro promessa a Spinello non arrivò mai e non ebbe modo di guadagnare attraverso la sua idea. Il caso rimase sepolto fino al 2014, quando il creatore, per poter pagare un'importante operazione chirurgica, chiese ai fan del gioco su internet di donare attraverso un Crowdfunding per aiutarlo a raggiungere i 25.000 dollari richiesti, attraverso un video dove raccontò tutta la sua storia, si offrì di vendere copie del gioco autografate da lui e vendere all'asta il prototipo del gioco. La cifra fu raggiunta grazie a tutti i fan del gioco e l'operazione andò bene.
Oggi L'allegro Chirurgo ha guadagnato oltre 40 milioni di dollari in totale.

## Accoglienza
L'allegro chirurgo ha avuto una grande diffusione sia in Italia che in gran parte del mondo, e viene tuttora ripubblicato. Ne sono state realizzate anche varianti, come L'allegro chirurgo: di corsa in corsia, L'allegro chirurgo: il neurochirurgo, la versione da viaggio tascabile, vari videogiochi e altre edizioni speciali in collaborazione con marchi di successo, come l'edizione "Homer Simpson", in cui il paziente ha le fattezze del personaggio dei cartoni animati omonimo e gli oggetti da estrarre dal suo corpo comprendono pretzel e ciambelle.

## Lista degli oggetti[3]
| Nome                                                 | Forma del pezzo  | Note |
| ---------------------------------------------------- | ---------------- | --- |
| Pomo d'Adamo                                         | Mela             | Fa riferimento al pomo d'Adamo sulla gola degli uomini. |
| Cuore Infranto                                       | Cuore spezzato   | Rappresenta la metafora del cuore rotto quando si è provati dalla tristezza o dal dolore |
| Caviglia Slogata                                     | Chiave Inglese   | Gioca sul doppio significato della parola "wrench" che in inglese significa sia "chiave inglese" che "slogare" |
| Farfalle nello Stomaco                               | Farfalla         | Rappresenta la sensazione di eccitazione o nervosismo nello stomaco che si prova quando si è innamorati o emozionati |
| Costole di Ricambio                                  | Carré            | Giocano sul doppio significato di "spare ribs" che in inglese indica sia un taglio di carne che un piatto preparato con quel taglio |
| Acqua nel Ginocchio                                  | Secchio di acqua | Rappresenta l'accumulo di fluido intorno al ginocchio che provoca gonfiore e dolore |
| Mal della Vedova                                     | Osso             | Riferimento al nervo ulnare chiamato colloquialmente "Funny bone" in inglese, che deriva dal gioco di parole con l'omero (humerus) che suona simile ad "umorista". In italiano, la traduzione viene stravolta in "Mal della vedova" (dolore violento subito ma passeggero) |
| Strappo al Cavallo                                   | Cavallo          | Il termine "Charley Horse" in inglese è traducibile in "crampo", ma in italiano viene reinventato aiutato dalla posizione |
| Crampo dello Scrittore                               | Matita           | Il nome deriva dal disturbo muscolare che colpisce gli scrittori |
| Osso della caviglia collegato all'osso del ginocchio | Elastico         | Il nome deriva da una canzone spirituale di nome "Dem Bones" che recita "The Ankle Bone Connected to the Knee Bone" in uno dei suoi versi |
| Osso del desiderio                                   | Furcula          | Il "Wish Bone" è un nome familiare per "furcula", un osso che si trova in alcuni volatili. Tradizionalmente, questo osso di pollo viene utilizzato in America da due persone per fare un gioco del tipo "esprimi un desiderio…" per poi spezzarlo assieme; chi rimane con la parte più lunga in mano vedrà avverarsi il desiderio                                                                           |
| Cesta per il pane                                    | Pancarré         | La parola "breadbasket" è slang per indicare lo stomaco, e in italiano la traduzione rimane letterale |
| Brain Freeze                                         | Cono Gelato      | È stato aggiunto nel 2004 quando Milton Bradley ha dato ai fan la possibilità di votare per aggiungere un nuovo pezzo al gioco classico. Questa modifica non è mai arrivata in Italia nella versione classica. Il termine "Brain Freeze" in inglese si riferisce alla sensazione di "congelare il cervello", un mal di testa che può venire dopo aver mangiato gelati e bevande ghiacciate troppo in fretta |

## Curiosità
In una scena del film Robots il protagonista Rodney Copperbottom aggiusta un robot togliendo dal suo interno dei pezzi, e durante l'intervento il naso del paziente si illumina.
Nel videoclip della canzone Knives Out dei Radiohead scritto e diretto da Michel Gondry l'attrice Emma de Caunes interpreta un personaggio che è collocato dentro una grande plancia del gioco e viene operata da un'equipe surreale che le asporta maldestramente vari pezzi; infatti ogni volta il suo viso si illumina di rosso.